# Коницкое дело
Коницкое дело или Коницкий кровавый навет — обвинение евреев города Кониц в Восточной Пруссии (ныне Хойнице, Польша) в ритуальном убийстве исчезнувшего немецкого студента в 1900 году. Дело вызвало большой резонанс в Германии и спровоцировало ряд еврейских погромов как в самом городе, так и за его пределами.
Коницкое дело возникло вследствие обвинения евреев в убийстве 11 марта 1900 года студента Эрнста Винтера (нем. Ernst Winter) с ритуальной целью. Ввиду предположения, что Винтер провалился под лёд и утонул в озере, были проведены поисковые работы, но труп не был найден; в водоёме оказались только отдельные части тела и лишь в средине апреля были найдены другие части тела, и тогда уже был окончательно установлен факт убийства и возбуждено уголовное дело.
Сначала обвинение пало на христианина, мясника Гофмана, дочь которого часто бывала у Винтера. Так как точных улик налицо не было, то антисемиты решили воспользоваться этим случаем, чтобы обвинить евреев в ритуальном убийстве. 9 мая 1900 года антисемитское издание «Staatsbürgerzeitung» обвинило правительство в том, что оно умышленно ведет неправильно следствие для того, чтобы спасти виновников убийства, евреев Коница, и превращает ритуальное убийство в обыкновенное убийство. Фактически дело обстояло совершенно иначе, так как следственная власть с самого начала стремилась установить ритуальное убийство, и еврей Вольф Израельский был арестован на том лишь основании, что он за два дня до обнаружения части трупа направлялся в сторону, где труп был найден, и нес на спине мешок с какими-то вещами. В течение почти 5 месяцев Израельский томился в тюрьме, пока 8 сентября суд не вынес ему оправдательный приговор. Мясник Гофман был также признан невиновным, и когда он, после приговора, явился в муниципалитет, членом которого он состоял, то был встречен как жертва еврейских интриг; убийство Винтера по-прежнему продолжало считаться ритуальным.
Ещё до окончания следствия, с целью настроить население против евреев, по всей провинции распространялись антисемитские брошюры, обвинявшие евреев в самых страшных преступлениях. Агитация не прошла бесследно: 8 июня в Конице начался еврейский погром; громилы подожгли синагогу и напали на ряд еврейских домов, так что пришлось вызвать войска для подавления беспорядков. Вскоре погромы перенеслись и в другие места Восточной Пруссии. В Черске, Столпе, Бютове, Тухеле и Конарзине возникли крупные беспорядки, причем в Каммине был даже убит один еврей, по имени Ландекер. Антисемитское настроение провинции нашло отклик и в суде: громилы и убийцы отделывались самыми мелкими наказаниями; евреи, виновные лишь в том, что защищали свое имущество и даже жизнь от вооруженных убийц, подвергались строгим наказаниям. Казалось, что евреям хотят мстить за то, что возникшее против них обвинение недостаточно обоснованно, и один чиновник, которому еврей жаловался на громил, заявил: «Вы можете легко добиться успокоения всей провинции, выдайте только истинного виновника убийства Винтера».
Особенно сильную агитацию против евреев вели граф Пюклер и померанский пастор Карл Крезел, которые требовали, чтобы евреев изгнали из Восточной Пруссии, если они не выдадут виновника ритуального убийства; Пюклер даже угрожал прусским евреям поголовным избиением. Крезел устраивал в округе митинги, на которых знакомил публику с содержанием Талмуда и раввинской литературы, передавая их, конечно, в том виде, какой ему был нужен для погромных целей. Сама центральная власть потворствовала агитации антисемитов, и во время интерпелляции 8—9 февраля 1901 года прусский министр юстиции Шенштедт защищался от упрека в желании скрыть виновника еврея, если таковой действительно имеется. Старания левой части рейхстага вызвать со стороны министра слово осуждения по адресу антисемитов не имели успеха. Поведение Шенштедта лишь удвоило энергию антисемитов, полагавших с помощью Коницкого дела усилить в Германии антисемитские настроения.
Макс Либерман-Зонненберг, один из лидеров антисемитской партии, выступил с резким воззванием, упрекая христиан, что они молча отнеслись к факту убийства христианина евреями; вся антисемитская пресса вторила голосу Либермана-Зонненберга, и со страниц клерикальной, консервативной и антисемитской прессы началась травля евреев; образовался особый комитет для победоносного завершения Коницкого дела. Схожие заявления прозвучали и из уст Отто Бёккеля — видного деятеля радикального германского антисемитизма, который одним из первых стал успешно использовать антисемитские настроения в нужном ему ключе.
Следственная власть была обвинена в том, что она не исследовала находившейся у синагоги бани и что в квартире резника Адольфа Леви одна комната, где лежала его больная жена, не была осмотрена. Все это утверждалось лишь с целью набросить тень на суд и вводило в заблуждение администрацию, находившую часто в том или другом месте подбрасываемые антисемитами части туалета убитого юноши. По наговору слуги уважаемого человека Розенталя, последнего держали в тюрьме шесть месяцев; подозрение против него было вызвано тем, что его слуга сказал, будто он слышал, как Розенталь говорил, что он вскоре повесится — настолько в нём сильны угрызения совести из-за убийства Винтера. Дело все более и более, под влиянием антисемитской агитации, запутывалось, и против Морица Леви (сына резника Адольфа) было выдвинуто обвинение; хотя Леви утверждал, что он даже не знал Винтера, однако он был арестован, и следствие против него приняло крайне неблагоприятный оборот, когда некто Маслов заявил, что в день пропажи Винтера в комнате Леви был подозрительного характера свет, что там была еврейская сходка, евреи держали в руках части человеческого тела, а затем несколько евреев, как он сам видел, направились в сторону озера, неся в руках какую-то ношу. Показание было ложно и содержало ряд противоречий — Маслов заявил, что он видел все эти подробности в доме Леви потому, что собирался в эту ночь обокрасть его. Ложные и неблагоприятные для Леви показания давала и некая Росс, видевшая будто в руках Леви портсигар Винтера.
Как Маслов, так и Росс были присуждены к заключению в тюрьму на 18 месяцев за ложные показания. И хотя суд присяжных просил о помиловании их, просьба эта не была удовлетворена. Обвинение против Леви, основанное на ложных показаниях, должно было пасть само собою, но власти, боясь, что их обвинят в пристрастии к евреям, предали Морица Леви суду, и 13 февраля 1901 года он был за ложное показание (он утверждал, будто не знал даже Винтера) осужден на 4 года, однако 12 октября 1903 года был помилован.